# Maria Schneider (Politikerin, 1923)
Maria Schneider (* 9. Februar 1923 in Merka, Oberlausitz) ist eine ehemalige deutsche Politikerin (SED). Sie war Mitglied des Staatsrates der DDR.

## Leben
Schneider, Tochter eines sorbischen Landarbeiters, besuchte die Volks- und Handelsschule und absolvierte von 1938 bis 1941 eine kaufmännische Lehre. Anschließend arbeitete sie als kaufmännische Gehilfin und als Sekretärin. 
1945 wurde sie Mitglied der Domowina, 1946 des FDGB und 1948 der SED sowie des Demokratischen Frauenbundes Deutschlands. 1952 bis 1958 war sie Sekretärin der MTS Panschwitz, Instrukteurin für Frauenarbeit bei der MTS Luttowitz (Kreis Bautzen) bzw. Sachbearbeiterin im VEB Elektroporzellanwerk Großdubrau. Dort war sie dann von 1958 bis 1962 Leiterin der Abteilung Arbeit. Danach studierte sie bis 1964 am Industrie-Institut der TH Ilmenau. Ihr Studium schloss sie als Diplomingenieurökonom. Ab 1964 war sie Assistentin, ab 1971 Direktorin für Ökonomie im VEB Fernmeldewerk Leipzig, Betrieb Bautzen. Ab 1965 war sie Mitglied des Gewerkschaftskomitees und des Gesellschaftlichen Rates der VVB Nachrichten- und Meßtechnik.
Von 1949 bis 1953 war sie Gemeindevertreterin, von 1957 bis 1961 Abgeordnete des Kreistages Bautzen. Von 1967 bis 1976 gehörte sie als Abgeordnete des FDGB der Volkskammer an. Von 1971 bis 1976 war sie dort Mitglied des Ausschusses für Industrie, Bauwesen und Verkehr. Von 1967 bis 1971 war Schneider zudem Mitglied des Staatsrates der DDR. Schneider wurde 1970 mit der Clara-Zetkin-Medaille ausgezeichnet.